# Farkasszőlő
A farkasszőlő vagy négylevelű farkasszőlő (Paris quadrifolia) a zászpafélék (Melanthiaceae) családjának Paris nemzetségébe tartozó növényfaj, a nemzetség legismertebb, legelterjedtebb növénye. Tudományos neve négy egyforma levelére utal (par, paris = egyforma, quadrifolius, quadrifolia = négylevelű).

## Származása, elterjedése
Európában, Oroszországban (Szibéria), Mongóliában és néhány kínai tartományban: Észak-Hejlungcsiangban és Észak-Hszincsiang-Ujgur Autonóm Területban is előfordul. Magyarországon ritka; főleg a Dunántúlon található meg. A Mátrában megtalálhatóak állományai.
Egyéb elnevezései: rókaszőlő, cillárfű, párizsfű, négylevelűfű, csillagfű, varjúszem, dühös csucsorka.

## Jellemzése
Évelő növény. Alacsony (20–40 cm) termetű, gyöktörzzsel terjed, a gyöktörzs akár 14 évig is elél. Szárának felénél négy vagy nyolc levélből álló örve van, a széles, hálózatos erezetű levelek oválisak, csúcsuk hegyes. Május-júniusban nyílik egyetlen zöldes, 3–5 cm széles virága; 4 lándzsás külső és 4 szálas belső lepellevél takarja, 8 sárgás színű porzója van. A virágport a szél terjeszti. Fekete vagy sötétkék, kb. 1 cm átmérőjű, bogyószerű toktermése július-szeptember között érik be, a magvak vörösek.

## Életmódja, élőhelye
Mészkerülő; savanyú, savanyodó erdőtalajokon, csoportosan nő. Az árnyas-nedves élőhelyeket kedveli. Május–júniusban virágzik.

## Hatóanyagok
A teljes növény mérgező, különösen a bogyók, szaponintartalmuk miatt. Fogyasztásuk hányingert, hasgörcsöket, vagy akár a légzőszervek bénulása miatt halált okozhat. A gyöktörzs ízeltlábúak és halak számára halálos mérgeket tartalmaz. A toxikus, szteroid jellegű szaponinok mellett glikozidokat tartalmaz: paridin, paristyphnin, pennogenin. Korábban a népi gyógyászatban fertőző betegségek ellen alkalmazták.

## Galéria

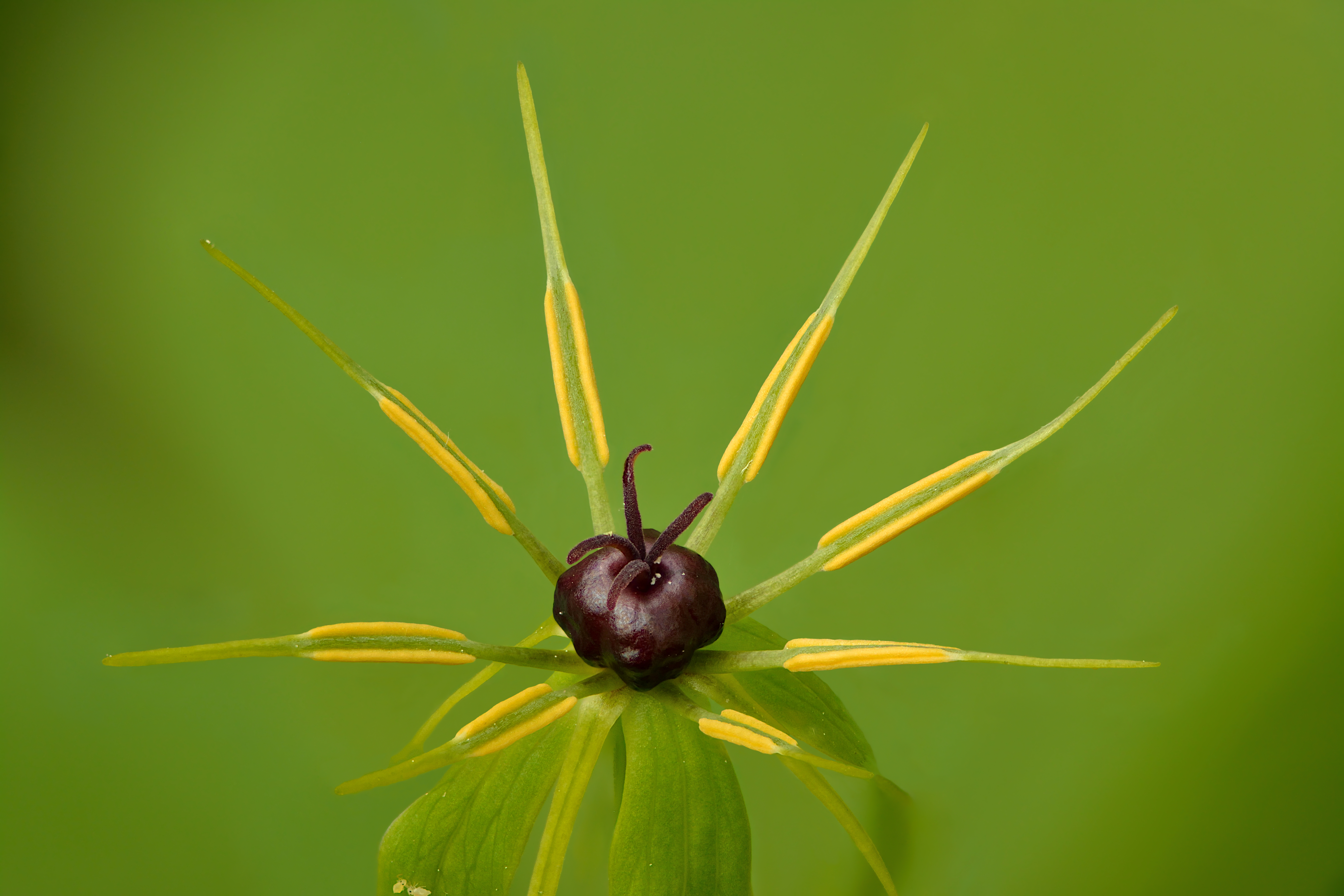
Virága
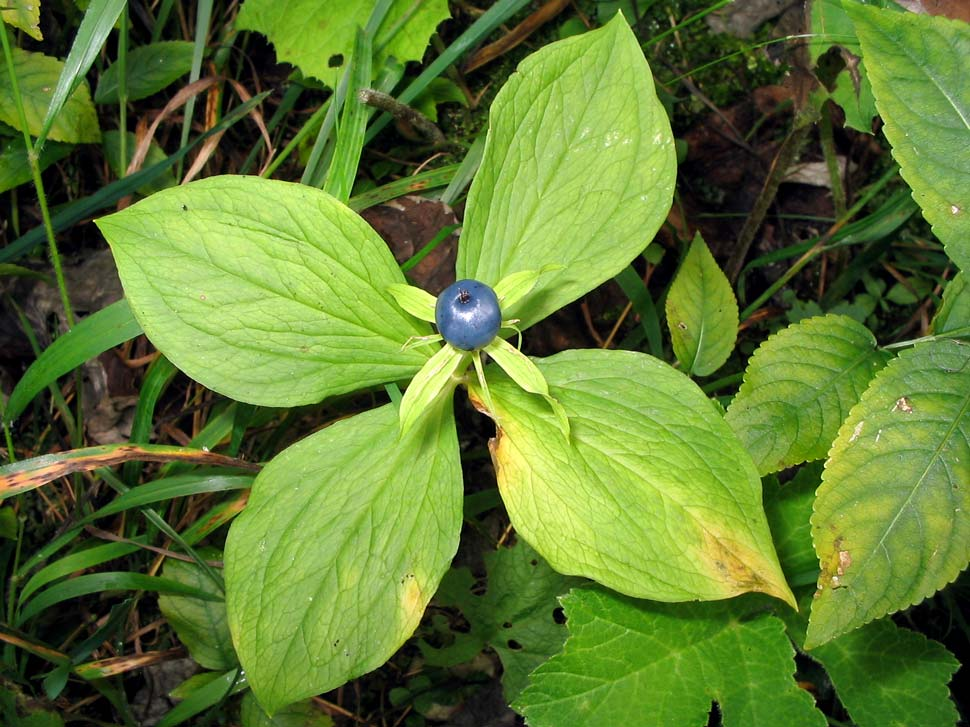
Termése fölülről
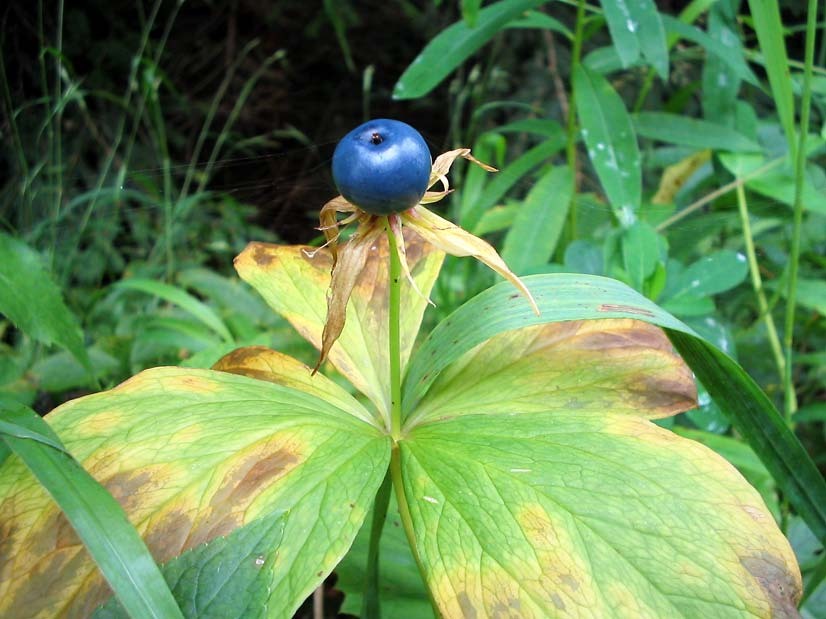
Termése oldalnézetből
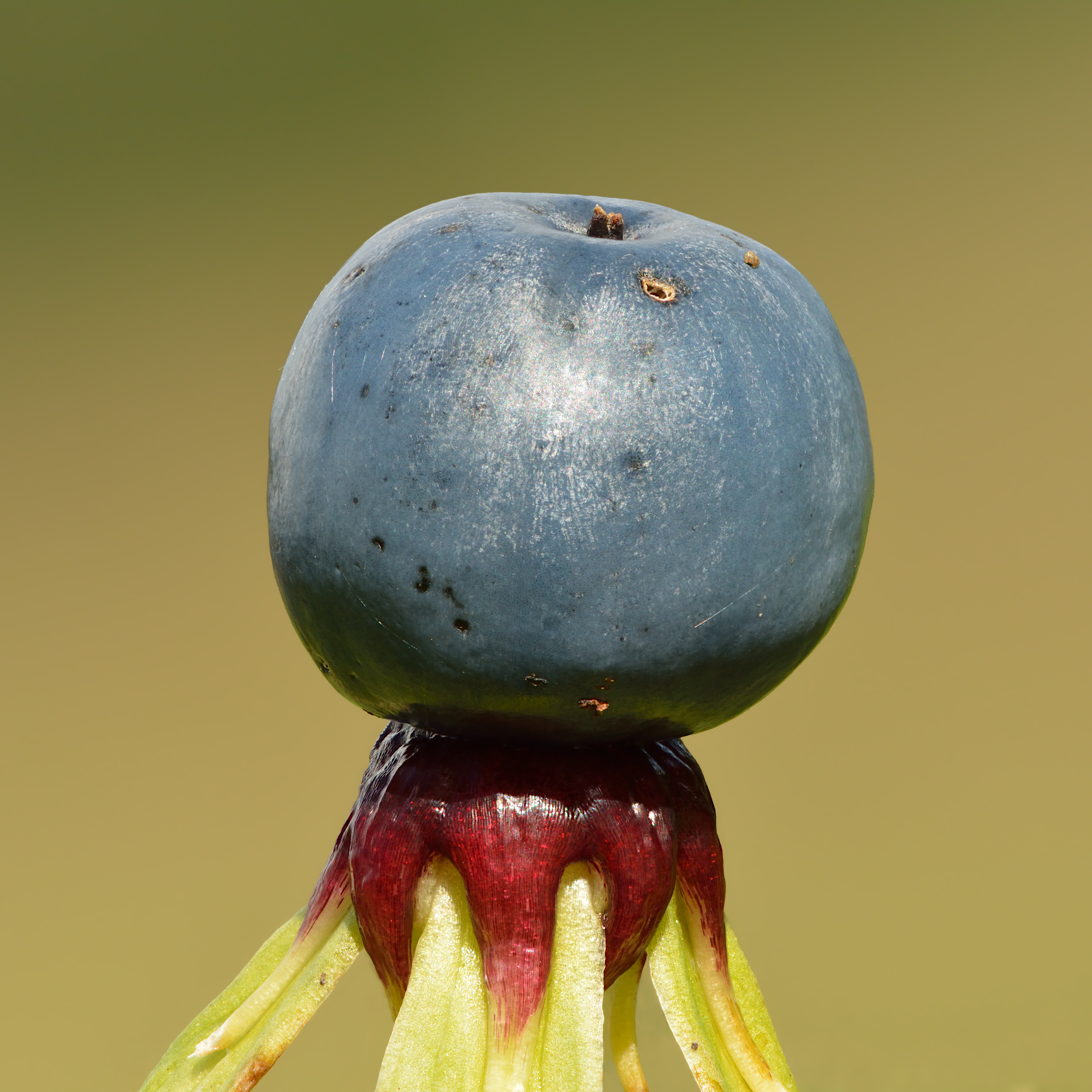
Termése közelről
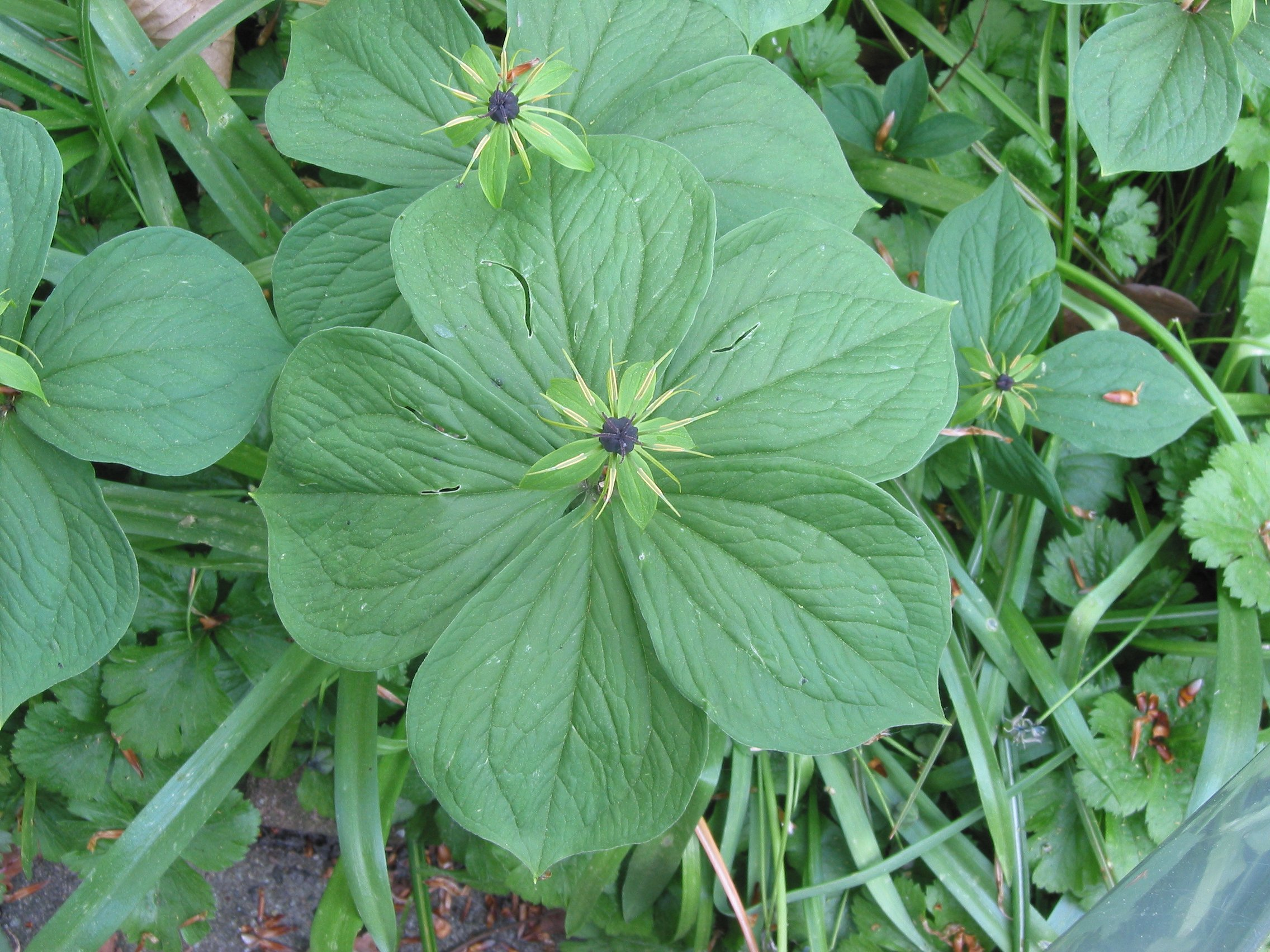
Egy kivételesen ötlevelű példány
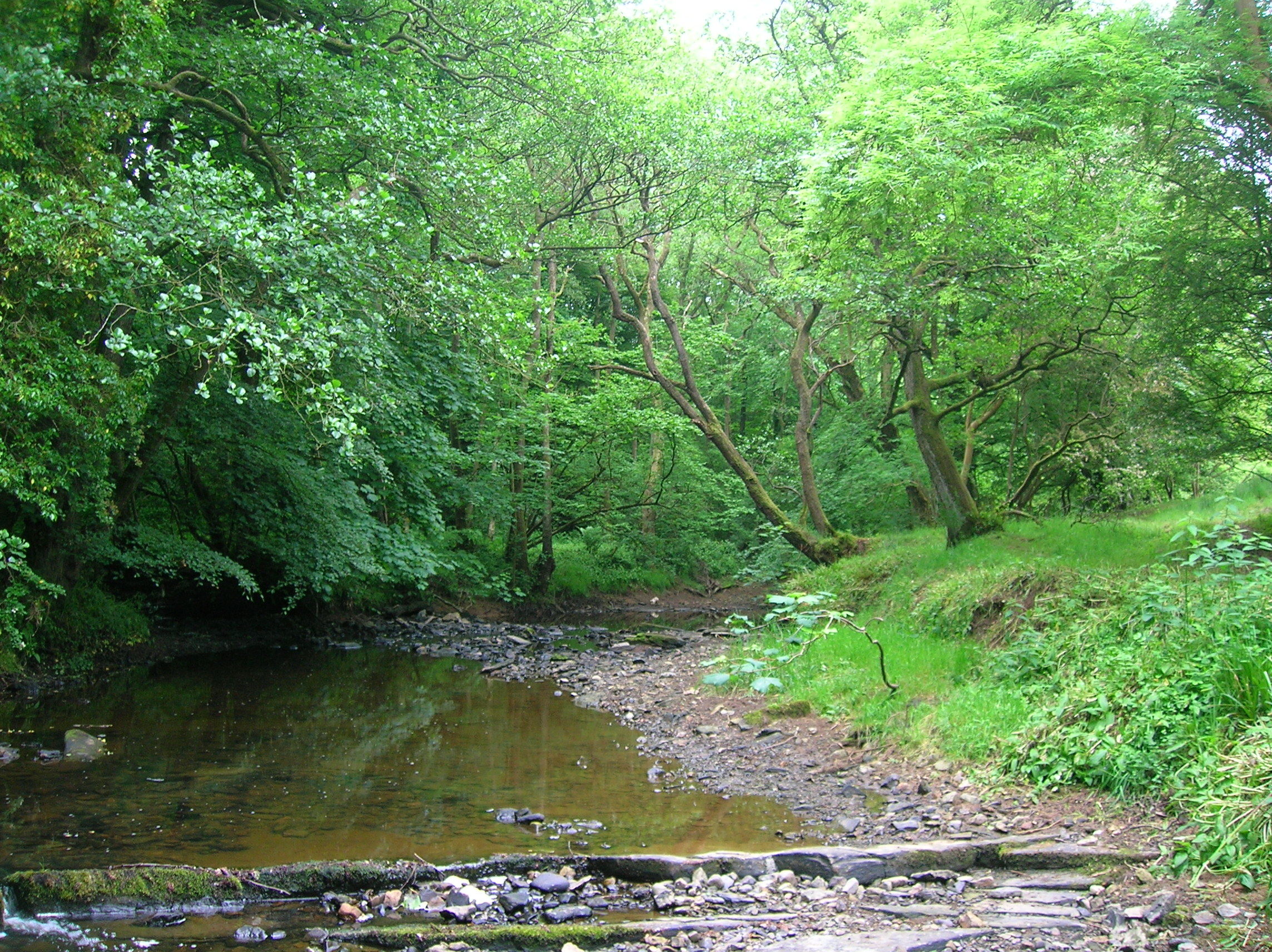
Tipikus élőhelye